# کتون

گروه کتونی

یک کتون یک گروه عاملی است که با یک گروه کربونیل که با دو اتم کربن دیگر پیوند دارد؛ شناخته می‌شود. یک کتون را می‌توان با فرمول زیر بیان کرد.
R۱(CO)R۲
اتم کربن که با دو اتم کربن پیوند دارد آن را از گروه‌های عاملی کربوکسیلیک اسیدها، آلدهیدها، استرها، آمیدها و دیگر ترکیب‌های اکسیژندار جدا می‌کند. پیوند دوگانهٔ گروه کربونیل نیز کتون‌ها را از الکل‌ها و اترها باز می‌شناساند.
تتاولردزوتک
به کربنی که به کربن گروه کربونیل چسبیده کربن آلفا و به هیدروژنی که به این کربن چسبیده هیدروژن آلفا گویند.
در حضور یک کاتالیزور اسیدی کتون به keto-enol tautomerism مربوط می‌شود. واکنش با یک پایه قوی انول متناظر را نتیجه می‌دهد.

## نامگذاری کتون‌ها
برای نامگذاری کتون‌ها به آخر آلکان مادر به جای پسوند (اِ، e)، پسوند (اُن،one) افزوده می‌شود. اگر در ترکیبی هم گروه آلدهیدی و هم کتونی وجود داشته باشد، گروه آلدهیدی بر کتونی مقدم خواهد بود. در نام‌گذاری، اگر گروه‌های آلدهیدی و کتونی خود به صورت استخلاف به کار برده شوند، برای عامل کربونیل پیشوند (اُکسو) و برای آلدهیدها پیشوند (فُرمیل) استفاده می‌شود.

## طرز تهیه کتونها

### اکسایش الکل‌های نوع دوم
از معمولترین روش‌هاآزمایشگاهی برای تهیه کتون‌ها، اکسایش الکل‌های نوع دوم می‌باشد.

### اکسایش آلکن‌ها
از اُزونولیز آلکن‌ها، آلدهید یا کتون تولید می‌شود.

### هیدرولیز آلکین‌ها توسط نمک‌های جیوه
برای تهیه کتون‌ها می‌توان از هیدرولیز آلکین‌ها توسط کاتالیزور نمک جیوه (HgSO4) بهره برد. تنها از واکنش آب با استلین، اِتانال، یک آلدهید، تولید می‌شود و در بقیه موارد با این روش، محصول یک کتون خواهد بود.

### آسیل‌دار کردن فریدل-کرافتس
از واکنش فریدل- کرافتس برای تهیه کتون‌های آروماتیک می‌توان بهره برد. اگر استخلاف‌های الکترون‌کشنده روی حلقه موجود باشند، واکنش انجام نمی‌شود. در این واکنش می‌توان از آسیل‌هالیدها به جای آلکیل استفاده کرد که در این صورت محصول نهایی یک کتون خواهد بود.

### تهیه کتون‌ها با استفاده از ترکیب‌های آلی مس
واکنشگرهای آلی فلزی (RMgX , RLi) به راحتی به آلکانوئیل هالیدها اضافه می‌گردند ولی محصول نهایی یک الکل خواهد بود (فصل ۶). از جمله دیگر واکنشگرهای آلی فلزی ترکیب‌های آلی لیتیم هستند که از واکنش آلکیل یا آریل‌هالیدها بر اثر فلزلیتیم حاصل می‌گردند. تشکیل کتون به خوبی با استفاده از لیتیم اورگانوکوپرات‌ها امکان‌پذیر است. ترکیب‌های اورگانوکوپرات نسبت به واکنشگرهای گرینیارد یا اورگانولیتیم گزینش‌پذیری بیشتری دارند.

### هیدرولیز ترکیب‌های نیتریل
نیتریل‌ها ترکیب‌های شیمیایی هستند که دارای گروه عاملی(-C≡N) می‌باشند. در این ترکیب کربن با نیتروژن پیوند سه‌گانه دارد و از سوی کربن به اتم‌های دیگر وصل می‌شود. در شیمی برای نام‌گذاری این ترکیب‌ها از پیشوند سیانو استفاده می‌شود و به یون منفی آن سیانید(– (CN گویند. از واکنش نیتریل‌ها با واکنشگر گرینیارد ترکیب‌های به نام ایمین حاصل می‌شوند. ایمین یک گروه عاملی یا ترکیب شیمیایی است که یک پیوند دوگانه کربن-نیتروژن دارد. کتون‌ها را می‌توان از هیدرولیز ایمین به دست می‌آورد.

## واکنش‌های کتون‌ها – واکنش‌های هسته‌ دوستی
پیوند کربونیلی در آلدهیدها و کتون‌ها مهمترین مرکز واکنش به شمار می‌رود. به علت وجود پیوند π بین کربن و اکسیژن (C=O) و با توجه به قطبی بودن گروه کربنیل (اکسیژن الکترونگاتیو و وجود بارمثبت روی اتم کربن) یک گونه هسته‌دوست می‌تواند به عامل کربونیل حمله کند. با توجه به مسطح بودن کربونیل (هیبریدsp2) هسته‌دوست به راحتی می‌تواند از هر دو طرف به پیوند دوگانه حمله کند. دراین واکنش هیبرید کربن از sp2به sp3 تغییر می‌یابد. ممانعت فضایی در شدت واکنشگری آلدهیدها و کتون‌ها دخالت دارد. با بزرگتر شدن گروه‌های آلکیل متصل به گروه کربنیل یعنی با افزایش ممانعت فضائی، نزدیک شدن هسته‌دوست به کربن گروه کربنیل مشکل‌تر خواهد شد (استخلاف بیشتر فعالیت کمتر). همچنین گروه‌های الکترون‌دهنده فعالیت عامل کربونیل را کمتر می‌کند و گروه‌های الکترون کشنده فعالیت عامل کربونیل را زیادتر می‌کنند.

### واکنش با واکنشگر گرینیارد و اُرگانولیتیم
واکنشگر گرینیارد (RMgX) و اُرگانولیتیم‌ها (RLi) شدیداً قطبی است (کربن در این ترکیب‌ها شدیداً هسته‌دوست است) و در اثر واکنش آن با کتون‌ها بترتیب الکل‌های نوع سوم حاصل می‌گردند.

### احیاء کتون‌ها
به وسیله برخی ترکیب‌ها احیاءکننده مانند سدیم بوروهیدرید (NaBH4) و لیتیم‌آلومینیم هیدرید (LiAlH4) یا هیدروژن به همراه کاتالیزور (پلاتین، پلادیم و…) می‌توان کتون‌ها را کاهش داد و به الکل مربوطٔ نوع دوم تبدیل کرد. ترکیب‌های احیاءکننده همچون (NaBH4) و (LiAlH4) به معرف‌های هیدریددهنده (H-) معروفند.

استون، ساده‌ترین کتون

## چند کتون زبانزد
- استون
- بوتانون
- استیل استون